# Bondekirkerne

Lage von Vålse

Die Bondekirkerne (Store und Lille Bondekirke – (deutsch „große und kleine Bauernkirche“) – auch Vaalse genannt) liegen im Abstand von 250 m im Vålse Vesterskov (Wald) nordwestlich von Vålse im äußersten Nordwesten der Insel Falster in Dänemark. Es sind Megalithanlagen der Trichterbecherkultur (TBK), die zwischen 3500 und 2800 v. Chr. entstanden.

## Store Bondekirke
Der Erdhügel des Ganggrabes (dänisch Jættestue) ist fast vollständig abgegraben und die Kammer liegt zur Hälfte frei. Die West-Ost orientierte Kammer ist zur Hälfte mit Erde gefüllt und hat eine Länge von etwa 5,1 m, bei einer Breite von 1,4 m. Die Kammer hat 14 Tragsteine (1 Stein in der Südwand fehlt). Ein Deckstein ist an jedem Ende erhalten, aber ins Innere verrutscht. Der westliche Deckstein ist 1,0 m dick und misst 2,5 × 1,6 m. Er trägt Schälchen (dänisch Skåltegn) auf der Oberseite. Der östliche Deckungsstein ist 1,1 m dick und misst 1,8 × 1,7 m. An der Südseite liegt, ein wenig außermittig, ein 5,3 m langer, innen 0,9 m breiter, fast vollständig mit Erde gefüllter Gang von dem auf der Ostseite sieben und auf der Westseite sechs Steine erkennbar sind. Etwa 4,0 m nördlich der Kammer liegt ein größerer Stein im Wald.

## Lille Bondekirke
Lille Bondekirke ist ein Runddysse mit Gang in einem etwa 2,3 m hohen Hügel von 22,0 m Durchmesser. In der Mitte des Hügels liegt eine mit Erde gefüllte Kammer, deren fünf Tragsteine sich etwas über die Oberfläche erheben. Das Innere der Kammer misst 1,8 × 1,45 m. Die Kammer des Polygonaldolmens ist mit einem etwa 1,1 m dicken Deckstein von 2,2 × 1,8 m bedeckt. Ein 0,6 m breiter Gang verläuft in Richtung Südosten.
Im Wald befinden sich noch drei weitere, aber stärker beschädigte Megalithanlagen: Ein Ganggrab in einem etwa 18,0 m langen Hügel (Vålse Vesterskov Jættestue) und die Runddysser 1 und 2.